# 堀川貴司
堀川 貴司（ほりかわ たかし、1962年 - ）は、日本の国文学者、慶應義塾大学教授。専門は日本漢文学・書誌学。

## 略歴
大阪府生まれ。東京学芸大学教育学部附属高等学校卒、1985年東京大学大学院人文社会系研究科・文学部国文科卒。1990年同大学院博士課程単位取得退学。1996年愛知県立女子短期大学・愛知県立大学文学部助教授、1999年国文学研究資料館研究情報部助教授、2004年鶴見大学文学部教授、2007年「中世日本漢文学研究」で東大博士（文学）。2010年慶應義塾大学附属研究所斯道文庫教授。
第23回日本古典文学会賞受賞。

## 著書
- 『瀟湘八景 詩歌と絵画に見る日本化の様相』（臨川書店、原典講読セミナー） 2002年
- 『詩のかたち・詩のこころ 中世日本漢文学研究』（若草書房、中世文学研究叢書） 2006年
- 『書誌学入門 古典籍を見る・知る・読む』（勉誠出版） 2010年
- 『五山文学研究 資料と論考』（笠間書院） 2011年
- 『続五山文学研究 資料と論考』（笠間書院） 2015年

### 共編著・注釈
- 『江戸漢詩選 第5巻 僧門 独菴玄光・売茶翁・大潮元皓・大典顕常』（末木文美士共注、岩波書店） 1996年
- 『影印近世漢文選』（杉下元明, 鈴木健一共編、和泉書院） 1997年
- 『新日本古典文学大系 明治編 5 海外見聞集』（松田清, ロバート・キャンベル, 杉下元明, 日原傳, 鈴木健一, 堀口育男, 「航西日記」を読む会, 齋藤希史共校注、岩波書店） 2009年
- 『江戸時代初期出版年表 天正19年～明暦4年』（岡雅彦, 市古夏生, 大橋正叔, 岡本勝, 落合博志, 雲英末雄, 鈴木俊幸, 柳沢昌紀, 和田恭幸共編、勉誠出版） 2011年
- 『蒼海に交わされる詩文』（浅見洋二共編、汲古書院、東アジア海域叢書） 2012年